# Ebony Woman
"Ebony Woman" jest to drugi w dorobku album filadelfijskiego wokalisty - Billy Paula. Początkowo wydany został w 1970 roku przez wytwórnie Neptune, by po trzech latach wznowione wydanie wyszło nakładem Philadelphia International Records - różniące się jedynie okładką. Produkcją płyty zajął się duet Gumble & Huff, natomiast aranżację wykonali Bobby Martin oraz Stanley Johnson.

## Lista Utworów
Autorami wszystkich utworów jest spółka Kenneth Gamble & Leon Huff.
| 1. | "Ebony Woman"                 | 3:52  |
|    |                               |       |
| 2. | "Mrs. Robinson"               | 4:31  |
|    |                               |       |
| 3. | "The Windmills Of Your Mind"  | 8:00  |
|    |                               |       |
| 4. | "Everyday People"             | 3:55  |
|    |                               |       |
| 5. | "Let's Fall In Love All Over" | 3:51  |
|    |                               |       |
| 6. | "Windy"                       | 2:50  |
|    |                               |       |
| 7. | "Psychedelic Sally"           | 2:58  |
|    |                               |       |
| 8. | "Traces"                      | 4:01  |
|    |                               |       |
| 9. | "Proud Mary"                  | 2:23  |
|    |                               |       |
|    |                               | 36:21 |
|    |                               |       |

## Muzycy
- Billy Paul - Główny wokal oraz chórki
- Stanley Johnson - Pianino
- James Glenn - Bass
- Sherman Ferguson - Perkusja